# Het kriebelkruid
Het kriebelkruid is het 114de stripverhaal van Jommeke. De reeks wordt getekend door striptekenaar Jef Nys.

## Verhaal
Jommeke wordt door De Propere Voeten uitgenodigd voor een feest ter ere van de pasgeboren zoon van opperhoofd Dikke Springmuis. Tijdens het feest komt een krijger van de Kortbenen, een andere indianenstam, aan in hun kamp. Die meldt dat de zoon van hun opperhoofd, Laag bij de Grond, de kriebelkoorts heeft. Een ziekte die een persoon na 10 dagen onomkeerbaar gek maakt. Om hem te redden moet hij kriebelkruid nemen. Dat kruid is echter enkel in het bezit van de Langbenen. De aartsvijand van de Kortbenen. Jommeke en Filiberke zijn vrijwilliger om het kruid daar te halen. Samen met Kleine Donder, een jonge krijger, gaan ze op weg.
Na een lange tocht komen ze aan het kamp van de Langbenen. Alle krijgers daar vertrekken net op dagtocht om nieuw kriebelkruid te gaan plukken. Ze zoeken het kamp af, maar kunnen het kruid niet vinden. Dan wordt Jommeke ontdekt en gevangengenomen. Filiberke en Kleine Donder zoeken een veilige plaats om zich te verbergen. Daarbij ontdekken ze toevallig een grot achter een waterval. Daar vinden ze het kriebelkruid, bewaakt door een oude indiaan die vroeger het opperhoofd was. Die schenkt hun het kruid. Als ze de grot weer verlaten, worden Filiberke en Kleine Donder echter ook gevangengenomen. Enkel Kleine Donder kan die nacht door Flip worden bevrijd.
De volgende morgen komt het opperhoofd, Hoog in de Wolken, terug met zijn krijgers. Hij besluit de gevangenen, Jommeke en Filiberke, "naar de eeuwige jachtvelden te sturen". Het oude opperhoofd, ingelicht door Kleine Donder, houdt hem echter tegen. Hij zorgt ervoor dat ze alle drie kunnen vertrekken met het kriebelkruid.
Als ze terug zijn in het kamp van De Propere Voeten, wordt het kruid dadelijk naar de Kortbenen gezonden. Later krijgen ze bericht dat het kruid gewerkt heeft. Kleine donder krijgt de adelaarsveer als teken voor zijn moed en is nu een echte krijger. Jommeke en Filiberke blijven nog voor het feest waarvoor ze eerst gekomen waren en vertrekken dan terug naar huis.

## Achtergronden bij het verhaal
- Het aantal indianenstammen in de Far West wordt uitgebreid. Naast De Propere Voeten en De Ketelbuiken komen ook de Kortbenen en de Langbenen bij.